# Zaccar
Zaccar (în arabă زكار) este o comună din provincia Djelfa, Algeria.
Populația comunei este de 1.809 locuitori (2008).